# 佩勒·斯文松
佩勒·斯文松（瑞典語：Pelle Svensson，1943年2月6日—2020年12月17日），瑞典男子摔跤运动员。他曾代表瑞典参加1964年、1968年和1972年夏季奥林匹克运动会摔跤比赛，获得一枚银牌。